# Ciochina
Ciochina – wieś w Rumunii, w okręgu Jałomica, w gminie Ciochina. W 2011 roku liczyła 1518 mieszkańców.